# Carbajales de Alba (kommunhuvudort)
Carbajales de Alba är en kommunhuvudort i Spanien.   Den ligger i provinsen Provincia de Zamora och regionen Kastilien och Leon, i den nordvästra delen av landet, 230 km nordväst om huvudstaden Madrid. Carbajales de Alba ligger 756 meter över havet och antalet invånare är 690.
Terrängen runt Carbajales de Alba är huvudsakligen platt, men västerut är den kuperad. Runt Carbajales de Alba är det mycket glesbefolkat, med 7 invånare per kvadratkilometer. Närmaste större samhälle är Fonfría, 12,1 km väster om Carbajales de Alba. Omgivningarna runt Carbajales de Alba är i huvudsak ett öppet busklandskap.